# Broșteni (Vrancea)
Broşteni è un comune della Romania di 2 259 abitanti, ubicato nel distretto di Vrancea, nella regione storica della Muntenia. 
Il comune è formato dall'unione di 3 villaggi: Arva, Broșteni, Pitulușa.